# Кладочний Йосиф
Йосиф Кладочний (Ієромонах Єфрем; 11 січня 1906, Бучач, тепер Тернопільська область — 14 вересня 1994, м. Львів) — священник Української греко-католицької церкви часів підпілля, капелан.

## Життєпис

Ярослав Стецько та Йосиф Кладочний. Варшава, 1941.

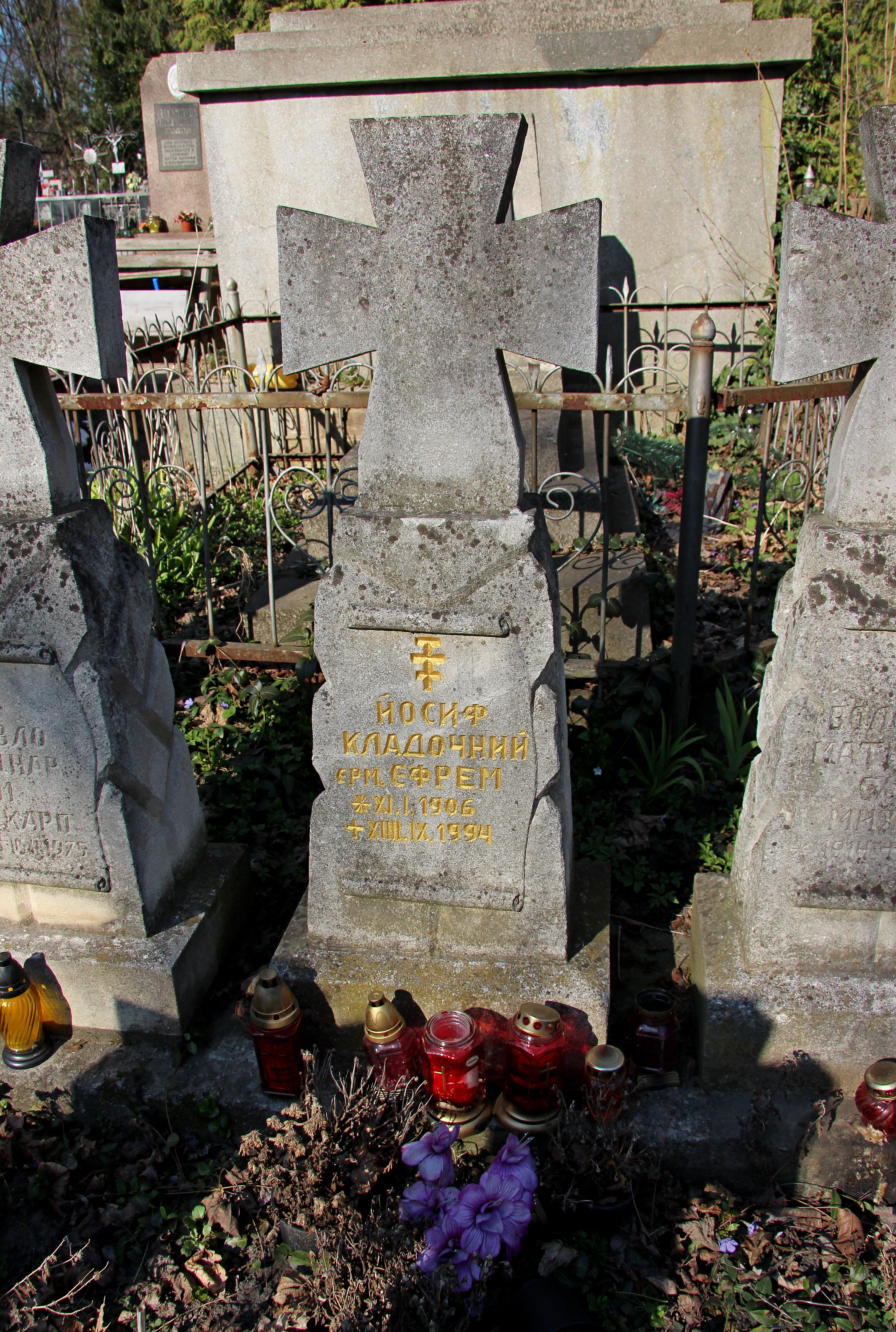
Могила отця Йосифа Кладочного на 40 полі Янівського цвинтаря

Народився 11 січня 1906 року в сім'ї Анни та Андрія Кладочних з с. Нагірянка, що біля м. Бучач (тепер в його межах) на Тернопільщині.
Навчався у Варшавському університеті, на теологічному факультеті, де здобув ступінь доктор наук. Після закінчення у 1930 році навчався у Римі, Андрій Шептицький рукоположив його на священика. Перед тим Никита Будка висвятив його на диякона.
З вересня 1934 р. Йосиф Кладочний стає капеланом польського концтабору Береза Картузька, в 1939 році й сам стає його в'язнем.
Протягом 1935—1938 років був головним редактором релігійного часопису «Лицарство Пресвятої Богородиці». Під час першої радянської окупації Західної України 22 грудня 1939 року митрополит Андрей Шептицький доручив йому нелегально поїхати до Риму з пакетом документів, щоб Папа Пій XII дозволив висвятити на єпископа Йосифа Сліпого, з правом наступництва з титулом архієпископа Серрейського. У пакеті документів містилися також листи до Апостольської Столиці, в яких Митрополит Андрей висвітлював ситуацію УГКЦ на Західній Україні.

Під час Другої світової війни служить капеланом 14-ї дивізії Ваффен CC «Галичина». В цей час тісно співпрацює з ОУН, сповідає Бандеру і виконує доручення Андрія Мельника, Романа Шухевича. Йосиф Кладочний так згадував про Степана Бандеру: 
«Він був побожний, релігійний, сповідався, приступав до святого Причастя все. Коли я був у в'язниці, і хоч ми були під сильною обсервацією, — він сим не зраджувався і змушував надзирателів в часі сповіди бути на приличній віддалі. Від него била сила волі і стремління поставити на свойому. Якщо є надлюдина (нім. übermensch), то він власне був з такої рідкісної породи. І він був тим, який ставив Україну понад усе».
У 1944 р. отримує важке поранення у битві під Бродами, знаходиться на межі життя та смерті, але виздоровлює і продовжує підпільну діяльність священика. Від 17 травня 1947 до 1 серпня 1956 рр. відбуває ув'язнення у таборах ГУЛАГу (Воркута, Мордовія). Причинами цього ув'язнення були відмова від переходу на московське Православ'я та зв'язки з ОУН.
Від 1959 р. працює вантажником на швейній фабриці. У 1980 році вступає до чину Студитів і належить до церкви св. Михаїла у Львові.
У листопаді 1992 р. з отця Кладочного знято всі обвинувачення і його реабілітовано.
Помер 14 вересня 1994 року в 10:05. Похований на Янівському цвинтарі, поле № 40.

## Пам'ять
У 1995 році львівське видавництво «Місіонер» разом з Інститутом українознавства ім. І. Крип'якевича НАН України видали (хоч і невеликим тиражем) книгу «Виноградник Господній» про історію життя о. доктора Йосифа Кладочного. ЇЇ автором є відомий історик та поет Петро Шкраб'юк. У «Винограднику Господньому» містяться численні спогади отця Йосифа Кладочного про дитинство, молодість, знайомство та співпрацю з Андреєм Шептицьким та іншими релігійними діячами XX століття, про важкий період Другої світової війни, та заслання у концтабори ГУЛАГу (Воркута, Мордовія).